# Inge Ehlers (Lehrerin)

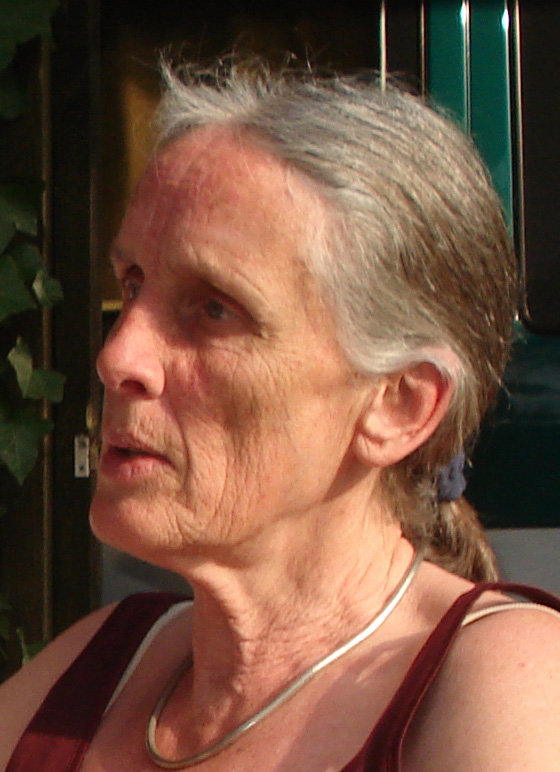
Inge Ehlers (2009)

Inge Ehlers, geborene Birwer (* 22. September 1945 in Hagen), ist eine deutsche Lehrerin und langjährige ehrenamtliche Mitarbeiterin im Kulturzentrum AllerWeltHaus in Hagen.

## Ausbildung und Beruf
Inge Ehlers ist die Tochter von Cäcilie Schulte und dem Arzt Wilhelm Birwer und wuchs nach dem Tode ihres Vaters zusammen mit drei Brüdern in der westfälischen Industriestadt Hagen auf. Nach dem Abschluss der Schulausbildung am Ricarda-Huch-Gymnasium Hagen studierte sie an der Pädagogischen Hochschule in Dortmund und arbeitete von 1968 bis zu ihrer Pensionierung 2009 an verschiedenen Grund- und Hauptschulen ihrer Heimatstadt. Sie ist verheiratet seit 1968 und hat zwei Töchter und einen Sohn; die Olympia-Schwimmerin Lisa Vitting ist ihre Nichte.

## Ehrenamt und Ehrungen
Seit 1977 arbeitete Inge Ehlers ehrenamtlich in leitender Funktion in dem 1976 in Hagen entstandenen Dritte Welt Laden und setzte ihre Tätigkeit ab 1988 in dem daraus entstandenen Kulturzentrum AllerWeltHaus fort, einem „überregionalen Zentrum für entwicklungspolitische Kultur- und Bildungsarbeit“.
Im Juli 2007 wurde dem im Jahr 1993 gegründeten Begegnungscafé im AllerWeltHaus mit Inge Ehlers als Leiterin der „Förderpreis für Frieden, Gerechtigkeit und Bewahrung der Schöpfung“ der Evangelischen Kirche von Westfalen verliehen. Am 20. März 2009 erhielt sie zusammen mit ihrem Ehemann Klaus Ehlers für ihre jahrzehntelange ehrenamtliche Tätigkeit das Verdienstkreuz am Bande der Bundesrepublik Deutschland.